# Глизе 876 b
Глизе 876 b — экзопланета, обращающаяся вокруг красного карлика Глизе 876, расположенного в созвездии Водолея. Полный оборот планеты вокруг звезды составляет приблизительно 61 день. Открытая 22 июня 1998 года, Глизе 876 b стала первой планетой, открытой у красного карлика.

## Открытие
Глизе 876 b была открыта двумя независимыми группами. Одну из них возглавлял Джеффри Марси (на основе данных Обсерватории Кек и Ликской обсерватории), а другую Ксавье Дельфоссе (Женевская обсерватория). Как и большинство известных экзопланет, Глизе 876 b была открыта при помощи метода измерения радиальных скоростей.

## Орбита и масса

Орбиты планет в системе Глизе 876. Глизе 876 b — третья планета от звезды.

Глизе 876 b находится в резонансе 1:2:4 с внутренней планетой Глизе 876 c и внешней — Глизе 876 e: времени, которое требуется планете е, чтобы завершить один оборот, достаточно, чтобы завершить 2 и 4 оборота планетам b и c соответственно. Это второй известный случай соответствующего орбитального резонанса (резонанс Лапласа) после спутников Юпитера: Ио, Европы и Ганимеда. Это приводит к сильным гравитационным взаимодействиям между планетами. В результате, элементы орбиты планеты изменяются довольно быстро, как и прецессия орбиты. Орбита планеты имеет небольшой эксцентриситет, что характерно также для планет Солнечной системы. Большая полуось орбиты составляет всего лишь 0,208 а. е., это меньше, чем у Меркурия. тем не менее, Глизе 876 является настолько тусклой звездой, что планета находится в обитаемой зоне.
Ограничения метода радиальных скоростей, который был использован для обнаружения Глизе 876 b, позволяют определить только нижний предел массы планеты. Он оценивается как равный приблизительно 1,93 массы Юпитера. Определение истинной массы зависит от наклона орбиты, который точно неизвестен. Однако в случае с Глизе 876 b моделирование орбитального резонанса позволяет предположить, что масса равна 2,2756 масс Юпитера.

## Физические характеристики
Учитывая массу планеты, можно предположить, что Глизе 876 b является газовым гигантом и не имеет твёрдой поверхности. Так как планета была открыта косвенным методом, то такие характеристики как радиус, состав и температура точно неизвестны. Если состав планеты подобен составу Юпитера, среда близка к химическому равновесию, то можно ожидать, что её атмосфере нет облаков, хотя в более прохладных областях планеты условия могут способствовать их образованию из водяного пара.
Глизе 876 b расположена в обитаемой зоне её звезды, что позволяет планете, обладающей массой, близкой к массе Земли, иметь на поверхности жидкую воду. Хотя неизвестно, может ли существовать какая-то форма жизни на газовых гигантах, достаточно крупные спутники могут быть обитаемыми в том случае, если условия на них являются подходящими.